# Patrick von Castelberg
Patrick von Castelberg (* 26. August 1973 in Wettingen), amtlich Patrick Castelberg, ist ein Schweizer Tenor.

## Leben
Von Castelberg studierte von Ende 1999 bis Anfang 2011 Gesang bei Esther Feingold in Bern. Seit 2002 tritt er an öffentlichen Events, teilweise mit TV- und Radio-Ausstrahlungen, auf. Er interpretiert bekannte Songs (Pop-Classic, leichte Klassik, Arien und Musical) und auch eigens für ihn geschriebene Titel. Einem breiteren Publikum begegnete er bei seinen Auftritten bei Art on Ice, während seines Ave Maria liefen die Weltmeister im Paarlauf Anschelika Krylowa und Oleg Owsjannikow ihre Kür.
An der Seite der Amerikanerin Valerie Scott sang er 2009 beim Basel Tattoo gemeinsam mit den massed pipes and drums ein Duett aus der Feder von Christoph Walter.
Von Castelberg trat ausserdem auf mit Steve Lee (Sänger der Rockband Gotthard), Irène Straub, Mario Pacchioli, Daniela Simmons, Lucerne Concert Band (unter der Leitung von Christoph Walter), Maja Brunner, Monique, Sarah-Jane, Rahel Tarelli, Valerie Scott, Roy Ellis, Frank Tender und Helene Fischer.
Er ist Mitgründer und Verwaltungsrat des Internet-Fernsehsenders Hoch2.

## Diskographie
- 2005: Leben (Maxi-Single)
- 2006: Wasser, Erde, Luft und Feuer (Single)
- 2007: Voice (Album)
- 2009: Vision (Album)[3][4]
- 2014: Viaggio nel tempo (Album)

## Auftritte
- 2003: Mövenpick Art on Ice[5]
- 2003: männliche Hauptrolle im Musical «Ufbruch» (dt. «Aufbruch»)[6]
- 2004: Sportler des Jahres (Schweiz)
- 2005: 50 Jahre Carlo Brunner (Tournee)[7][8]
- 2006: CH-Finale zum Grand Prix der Volksmusik[9]
- 2007/2008/2009/2010/2013/2014  Lachner Wiehnachtszauber[10]
- 2008: «Celebration» im Stade de Suisse, Bern (8000 Zuschauer)
- 2009: Basel Tattoo (ca. 100'000 Zuschauer, div. TV-Ausstrahlungen im In- und Ausland)[11]
- 2009: Weihnachten auf Gut Aiderbichl, TV-Ausstrahlung SF1 und ORF2[12]
- 2010: Hauptrolle (Simon; orig. Seymour) im Musical Der kleine Horrorladen, Schweiz. Dialektfassung (22 Vorstellungen), Le Théâtre Kriens-Luzern[13]
- 2010: STV-Gala im Zürcher Hallenstadion
- 2011: Neujahrskonzert, Wollerau
- 2011: Erkersingen Schaffhausen an der Schaffusia
- 2011: Weihnachtskonzert im KKL Luzern mit Lucerne Concert Band
- 2012: STV-Gala im Zürcher Hallenstadion
- 2012: Gala Night im KKL Luzern mit der Lucerne Concert Band
- 2012: Musical Lichterloh (Gloria-Theater, Bad Säckingen) als Solist[14]
- 2013: Tourismus-Award, Verkehrshaus Luzern[15]
- 2014: Gala-Konzert mit Christoph Walter Orchestra Nachtexpress, Lintharena Näfels[16]
- 2017: Kandidat bei Das Supertalent.[17]
- 2018 Musical Robin Hood in Willingen.[18] Die Darsteller gingen leer aus.[19]